# Амар Буквић
Амар Буквић (Загреб, 10. јун 1981) је хрватски глумац.

## Биографија
Завршио је глумачку академију у Загребу.
Прву улогу одиграо је 2003. године, у филму Свједоци. Такође је активан и у позоришту Гавела.

## Улоге
| Год.       | Назив                       | Улога           |
| ---------- | --------------------------- | --------------- |
| 2003.      | Свједнице (филм)            | Заробљеник      |
| 2005.      | Забрањена љубав             | Рони            |
| 2005.      | Бумеранг                    | Зијо            |
| 2007.      | Битанге и принцезе          | Вјеран          |
| 2007.      | Пјевајте нешто љубавно      | Драшко          |
| 2007.      | Операција кајман            | Зликовац        |
| 2007—2008. | Понос Раткајевих            | Вилко Орешковић |
| 2008—2009. | Све ће бити добро           | Бруно Пеласки   |
| 2009.      | Моја три зида               | Амар            |
| 2009.      | The Show Must Go On         | Албин           |
| 2006—2011. | Бибин свијет                | Миливоје Бабић  |
| 2009.      | Најбоље године (ТВ серија)  | Томо Хајдук     |
| 2011.      | Флеке                       | Зец             |
| 2010—2013. | Стипе у гостима             | Бруно           |
| 2013.      | Стела                       | Мартин          |
| 2013—2014. | Зора дубровачка             | Борис Павела    |
| 2013—2015. | Почивали у миру (ТВ серија) | Никола Радо     |
| 2015.      | Ватре ивањске               | Леон            |
| 2015.      | Хорватови                   | Филип Буквић    |
| 2016.      | Ко те шиша                  | Миљенко         |
| 2016—2017. | Права жена                  | Аљоша Бабић     |
| 2017.      | Божићни устанак             | Шарл            |